# Tryjer

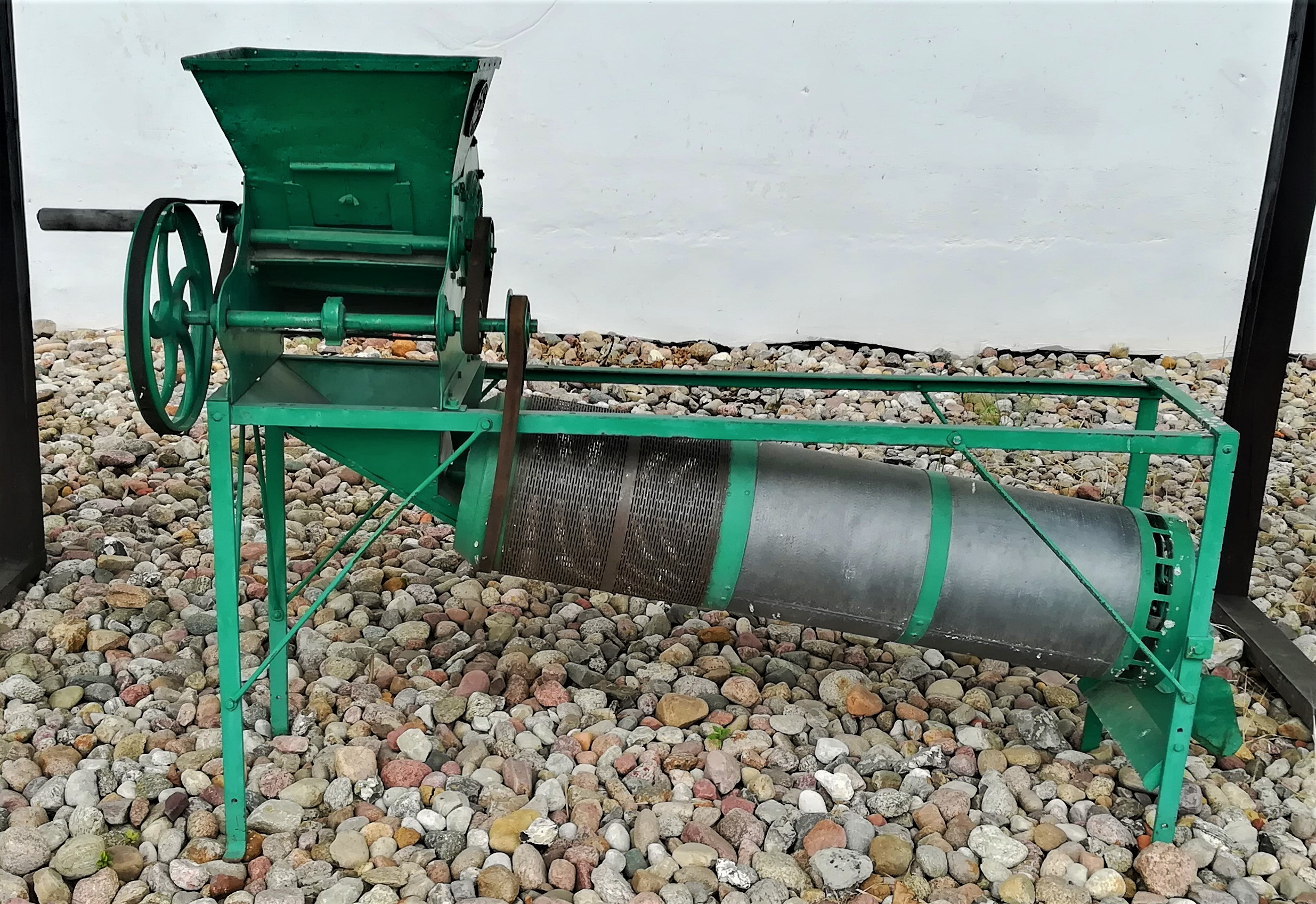
Tryjer firmy Mayer & Co. sprzed 1939 w Muzeum Rolnictwa w Szreniawie

Tryjer – maszyna rolnicza służąca do czyszczenia nasion. W działaniu wykorzystuje różnicę kształtu danych elementów mieszaniny. Tryjery stosowane są do rozdzielania różnych gatunków zbóż. Stosowane są także do oddzielania nasion chwastów, jako jedna z metod zwalczania chwastów.
Tryjery możemy podzielić w zależności od budowy na:

Tryjer bębnowy wolnobieżny

- tryjery bębnowe wolnobieżne
- tryjery bębnowe szybkobieżne
- ultratryjery bębnowe
- tryjery tarczowe

gdzie:
1 – bęben

2 – korytko

3 – ścianka z rowkami (przekrój)

4 – cząstka mieszaniny sypkiej